# Dominik Farnbacher

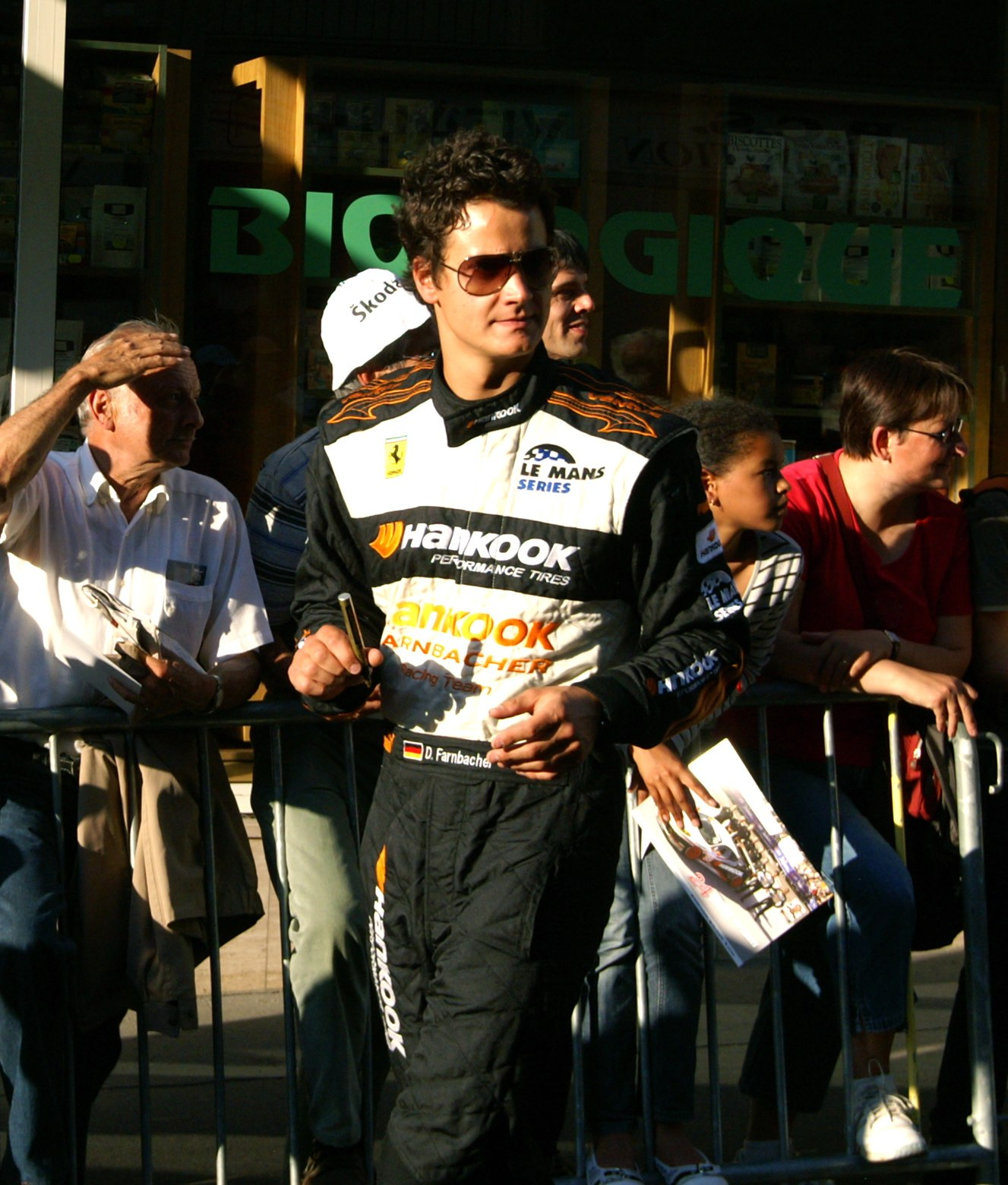
Dominik Farnbacher beim 24-Stunden-Rennen von Le Mans 2010

Dominik Farnbacher (* 26. September 1984 in Ansbach) ist ein ehemaliger deutscher Autorennfahrer.

## Familie
Dominik Farnbacher ist der Sohn von Hans und Hanne Farnbacher, die in Ansbach, einer kreisfreien Stadt in Bayern, eine Kfz-Fachwerkstätte für die Marken Seat, Hyundai und Toyota betreiben. In Lichtenau befinden sich die Werkshallen des von der Familie betriebenen Rennstalls Farnbacher Racing. Sein 1992 geborener jüngerer Bruder Mario ist ebenfalls als Rennfahrer aktiv.

## Karriere als Rennfahrer
Die Fahrerkarriere von Dominik Farnbacher begann 2001 in der Formel BMW. Nach 20 Rennen beendete er die Meisterschaft an der neunten Stelle der Gesamtwertung. Nach nur einem Jahr im Monopostosport wechselte er 2002 zu den GTs und Sportwagen. Er fuhr drei Jahre im Porsche Carrera Cup Deutschland und im Porsche Supercup und ging ab 2005 in der Grand-Am Sports Car Series und der American Le Mans Series an den Start.
Bis Ablauf der Saison 2017 bestritt er 137 GT- und Sportwagenrennen und feierte dabei elf Klassensiege, unter anderem beim 24-Stunden-Rennen von Daytona und beim 24-Stunden-Rennen auf dem Nürburgring. Seine beste Platzierung im Schlussklassement des 24-Stunden-Rennens von Le Mans war der 12. Rang 2010. In Sebring war die beste Platzierung der neunte Rang 2009.
Seinen letzten Klassensieg beim 24-Stunden-Rennen auf dem Nürburgring erreichte er 2021.

## Statistik

### Le-Mans-Ergebnisse
| Jahr | Team                    | Fahrzeug               | Teamkollege    | Teamkollege         | Platzierung | Ausfallgrund |
| ---- | ----------------------- | ---------------------- | -------------- | ------------------- | ----------- | ------------ |
| 2006 | Seikel Motorsport       | Porsche 911 GT3-RS     | Pierre Ehret   | Lars-Erik Nielsen   | Rang 16     |              |
| 2009 | Hankook Team Farnbacher | Ferrari F430 GTC       | Allan Simonsen | Christian Montanari | Ausfall     | Defekt       |
| 2010 | Hankook Team Farnbacher | Ferrari F430 GTC       | Allan Simonsen | Leh Keen            | Rang 12     |              |
| 2011 | Hankook Team Farnbacher | Ferrari 458 Italia GTC | Allan Simonsen | Leh Keen            | Ausfall     | Defekt       |
| 2012 | Luxury Racing           | Ferrari 458 Italia GTC | Jaime Melo     | Frédéric Makowiecki | Rang 18     |              |
| 2013 | SRT Motorsports         | SRT Viper GTS-R        | Ryan Dalziel   | Marc Goossens       | Rang 24     |              |

### Sebring-Ergebnisse
| Jahr | Team                      | Fahrzeug              | Teamkollege      | Teamkollege           | Platzierung | Ausfallgrund |
| ---- | ------------------------- | --------------------- | ---------------- | --------------------- | ----------- | ------------ |
| 2006 | Farnbacher Loles Racing   | Porsche 996 GT3-RSR   | Pierre Ehret     | Lars-Erik Nielsen     | Rang 25     |              |
| 2007 | Tafel Racing              | Porsche 997 GT3 RSR   | Ian James        | Jim Tafel             | Rang 17     |              |
| 2008 | Tafel Racing              | Ferrari F430 GTC      | Rob Bell         | Dirk Müller           | Rang 19     |              |
| 2009 | Panoz Team PTG            | Panoz Esperante GT-LM | Ian James        |                       | Rang 9      |              |
| 2010 | Extreme Speed Motorsports | Ferrari F430 GTC      | Scott Sharp      | Johannes van Overbeek | Ausfall     | Mechanik     |
| 2011 | Extreme Speed Motorsports | Ferrari 458 Italia    | Scott Sharp      | Johannes van Overbeek | Ausfall     | Unfall       |
| 2012 | Luxury Racing             | Ferrari 458 Italia    | Pierre Ehret     | François Jakubowski   | Ausfall     | Defekt       |
| 2013 | SRT Motorsports           | SRT Viper GTS-R       | Ryan Dalziel     | Marc Goossens         | Rang 19     |              |
| 2014 | SRT Motorsports           | SRT Viper GTS-R       | Ryan Hunter-Reay | Marc Goossens         | Rang 18     |              |

### Einzelergebnisse in der FIA-Langstrecken-Weltmeisterschaft
| Saison | Team            | Rennwagen          | 1   | 2   | 3   | 4   | 5   | 6   | 7   | 8   |
| ------ | --------------- | ------------------ | --- | --- | --- | --- | --- | --- | --- | --- |
| 2012   | Luxury Racing   | Ferrari 458 Italia | SEB | SPA | LEM | SIL | SAO | BAH | FUJ | SHA |
| 2012   | Luxury Racing   | Ferrari 458 Italia | DNF |     | 18  |     |     |     |     |     |
| 2013   | SRT Motorsports | SRT Viper GTS-R    | SIL | SPA | LEM | SAO | AUS | FUJ | SHA | BAH |
| 2013   | SRT Motorsports | SRT Viper GTS-R    | 24  |     |     |     |     |     |     |     |